# أربعة مذهلون (فلم)
أربعة مذهلون (بالإنجليزية: Fantastic Four) فيلم فيلم خيال علمي إنتاج عام 2005م فيلم بطل خارق مقتبس من قصص مصورة من نشر مارفل تحمل نفس الاسم وصدر عن شركة فوكس للقرن العشرين، ومن إخراج تيم ستوري.

## أحداث الفيلم
يؤكد عالم الفيزياء الدكتور «ريد ريتشاردز» بحدوث تطور على الأرض منذ ملايين السنين بواسطة سحب من الطاقة الكونية في الفضاء، وبعد إجراء للحسابات تنبأ بأن واحدة من هذه السحب سوف تمر قريبا قرب الأرض، وينجح مع صديقه، رائد الفضاء «بن جريم»، في إقناع الدكتور «فيكتور فون دووم»، زميل سابق له في معهد ماساتشوستس للتكنولوجيا، وهو الآن الرئيس التنفيذي لشركة فون دووم للصناعات، للسماح له للوصول إلى محطته الفضائية المملوكة له لاختبار النتائج على عينة بيولوجية عند تعرضها لتلك السحابة الكونية في مقابل أن يمتلك «دوم» أغلبية الأرباح من كل ما المزايا التي تحققها التجربة، ويضم «ريتشاردز» معه في المهمة «سوزان ستورم» صديقته السابقة ورئيسة الباحثين في علم الوراثة لدى «فون دووم» وشقيقها رائد الفضاء السابق «جوني». يسافر الفريق إلى الفضاء الخارجي لرصد غيوم الطاقة الكونية، ولكن ريتشاردز يخطأ في حساباته وتأتي الغيوم قبل موعدها الذي حسبه. يغادر كل من «ريتشاردز» و«سوزان» المحطة المحمية بالدروع لإنقاذ «جريم»، الذي انطلق سيراً في الفضاء لوضع العينات، يتلقى «جريم» جرعة كاملة في الفضاء الخارجي من الإشعاع، في حين يحصل الآخرون على جرعة محدودة داخل المحطة. يعود الفريق إلى كوكب الأرض ويكتشفون بأن أصبح لديهم قدرات خارقة: يمكن ريتشاردز يمدد جسده مثل المطاط، ويمكن لسوزان ستورم أن تصبح غير مرئية وتوليد تأثير قوة المقاومة كدروع، ويمكن لجوني ستورم أن يشتعل ويطير في الهواء، في حين أصبح جريم مخلوق ذو مظهر صخري مع قوة عضلية خارقة. في حين واجه فون دووم رد فعل عنيف من أصحاب الأسهم في شركته بسبب دعاية المهمة الفضائية، واكتشف أن لديه ندبه في وجهه نتيجة انفجار وحدة تحكم المحطة الفضائية، لاتستطيع «ديبي» خطيبة «جريم» التعامل مع مظهره الجديد، وتقرر أن تتركه، فيذهب جريم ليجلس على جسر بروكلين وعندما أراد منع رجل من القفز من فوق الجسر تسبب في إرباك كبير لحركة المرور. يحاول كل من «جريم» و «ريتشاردز» و«سوزان» استخدام مختلف قدراتهم لاحتواء الضرر ومنعه وبعد نجاحهم في ذلك تصفهم وسائل الإعلام بالأربعة المذهلون. ينتقل الأربعة إلى مختبر ريتشاردز في مبنى باكستر لدراسة قدراتهم الجديدة ويحاولون ايجاد سبيل لعودة جريم إلى وضعه الطبيعي، وياتي «فون دووم» إلى «ريتشاردز» ويحمله فشل رحله الفضاء، والتي بسببها فقد شركته. يخبر ريتشاردز مجموعته أنه سيقوم بتصميم وبناء آلة تعيد العاصفة وعكس تأثيرها عليهم، لكنه يحذر من أنه ربما يمكن أن تزيد من مدى قدراتهم بدلاً من ذلك. ويكتشف «فون دووم» أن ذراعه يتكون من نوع من المعادن العضوية تسمح له بسحب الطاقة الكهربية وإعادة إطلاقها مرة أخرى وهنا قرر التخطيط للانتقام. فاستطاع أن يوقع الخلاف بين «جريم» و«ريتشاردز»، وأقنع «جريم» بأنه في مقدرته تشغيل الجهاز حتي يعود «جريم» إلى طبيعته، وينجح «فون دووم» في إعادة «جريم» لشكل الإنسان، بينما ازدادت حالة «فون دووم»، مما تسبب في تحول معظم جسده إلى ذلك المعادن. ويستغل «فون دووم» الفرصة ويوجه ضربة لجريم فيفقد الوعي ويتحول إلى ريتشاردز فيهزمه ويمسك به. ويضع على وجهه قناع معدني لإخفاء شكله الجديد ويطلق على نفسه «الدكتور دووم»، ويقوم بتبريد جسد ريتشاردز للقضاء عليه في حين يطلق صاروخ تتبع حراري على مبنى باكستر في محاولة ليقضي على «جوني ستورم» المتوهج جسده بالحرارة فتفشل في النهاية. تواجه «سوزان ستورم» «دكتور دووم» ولكنه يتمكن منها، ويصل «جريم» لمساعدتها بعد أن وضع نفسه داخل الآلة مرة أخرى ليسترجع قدارته الخارقة. تبدأ المعركة بين «جريم» و«دووم» ثم تصل إلى الشوارع وهنا قرر الأربعة المذهلون دمج قدراتهم الخارقة للقضاء على «الدكتور دووم» فيقوم «جوني» بالطيران حورله ووضعه في مركز جحيم من الحرارة الشديدة، بينما يقوم كل من «جريم» و«ريتشاردز» بتسليط الماء البارد على «دووم» بعد ذلك، فيتعرض لصدمة حرارية ويتجمد «الدكتور دووم» في مكانه. في نهاية الفيلم، يبلغ «جريم» «ريتشاردز» أنه قد تقبل حالته وقد ساعدته على «أليسيا ماستيرز» وهي فنانه عمياء التي أحبت «جريم» كما هو، وتم اعتبار الفريق تقديراً لدروهم بالأبطال الخارقين، يتقدم ريتشاردز لطلب الزواج من «سوزان ستورم» فتقبل، ثم يجري نقل جسد الدكتور دووم المتجمد الأشبه بتمثال إلى وطنه (لاتفيرا) وأثناء شحنه على متن السفينة حدث تشوش للجهاز الإلكتروني لمسئول الشحن نتيجة التداخل الكهرومغناطيسي مما يوحي بأن «الدكتور دووم» مازال على قيد الحياة.

## الأدوار
| م | الممثل                          | الدور                                         |
| - | ------------------------------- | --------------------------------------------- |
| 1 | إيوان جروفود (Ioan Gruffudd)    | د/ريد - السيد الرائع (Mr. Fantastic)          |
| 2 | جيسيكا ألبا (Jessica Alba)      | سوزان ستورم - المرأة الخفية (Invisible Woman) |
| 3 | كريس ايفانز (Chris Evans)       | جوني ستورم - الشعلة البشرية (Human Torch)     |
| 4 | مايكل تشيكلز (Michael Chiklis)  | بين غريم - الشيء (The Thing)                  |
| 5 | جوليان مكماهون (Julian McMahon) | فيكتور دوم - الدكتور دوم (Doctor Doom)        |

## وصلات خارجية
- الموقع الرسمي
- مقالات تستعمل روابط فنية بلا صلة مع ويكي بيانات
- Fantastic Four: Comic vs. Film
- Detailed Comparison between Theatrical Version and Extended Cut